# Saint-Germain-sur-Sèves

Saint-Germain-sur-Sèves este o comună în departamentul Manche, Franța. În 1 ianuarie 2022 avea o populație de 174 de locuitori.